# MAZ – Institut für Journalismus und Kommunikation

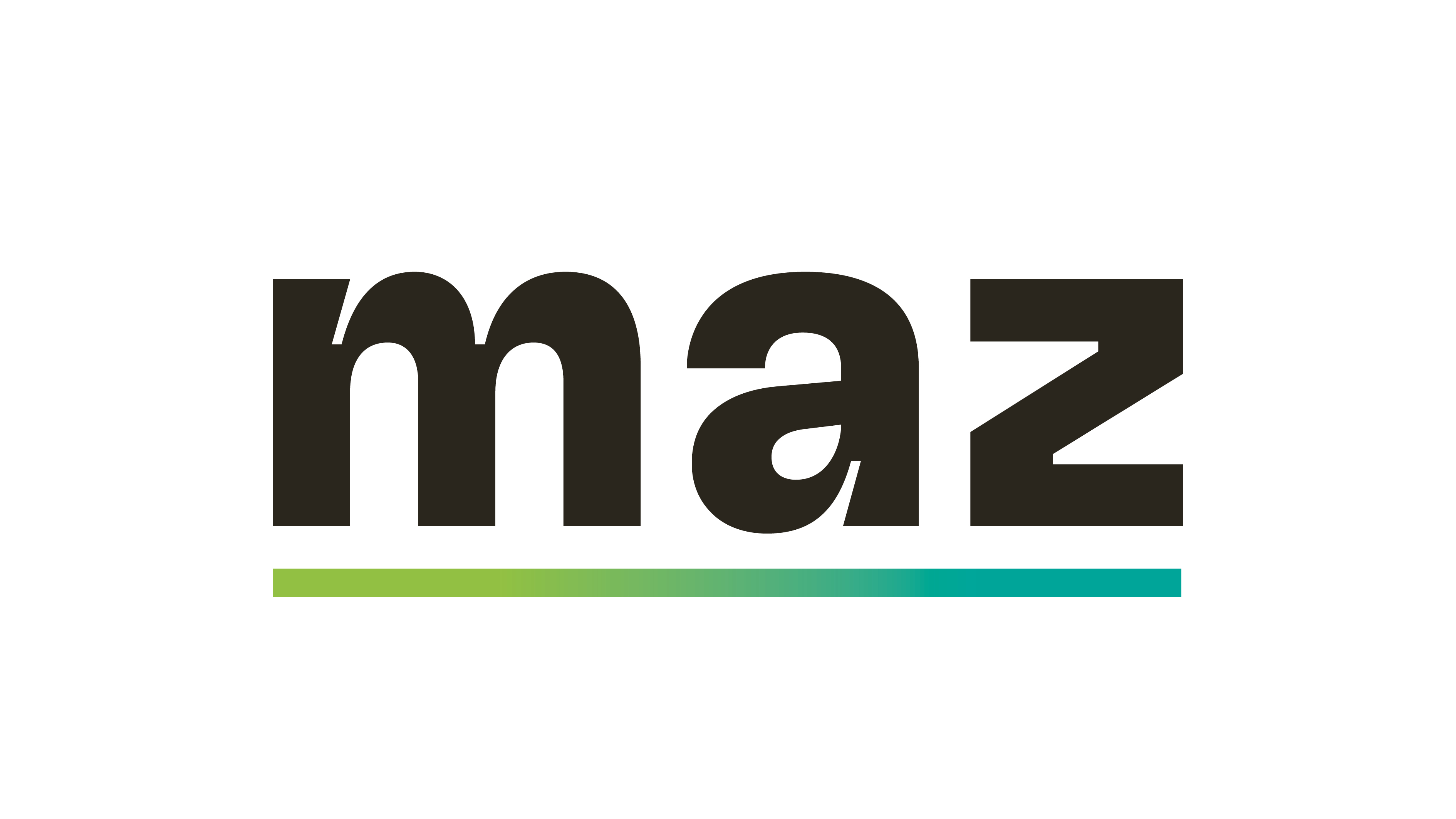
Das Logo des Instituts

Das MAZ – Institut für Journalismus und Kommunikation ist eine Aus- und Weiterbildungsstätte in den Bereichen Journalismus und Kommunikation. Das MAZ wurde 1984 unter dem Namen Medien-Ausbildungs-Zentrum mit Sitz in Luzern gegründet.

## Trägerschaft und Tätigkeit
Das MAZ wird von der Schweizer Medienbranche getragen. Stiftungsmitglieder sind: Verband Schweizer Medien, Schweizerische Konferenz der Chefredaktoren, Schweizerische Radio- und Fernsehgesellschaft (SRG SSR), die Journalistenverbände impressum und syndicom sowie Stadt und Kanton Luzern; weiter wird das MAZ vom Bundesamt für Kommunikation unterstützt.
Das MAZ ist einer der Initiatoren des Schweizerischen Vereins für Qualität im Journalismus (QuaJou) und setzt durch Mitgliedschaften in mehreren Jurys für Journalismuspreise Professionalitätsstandards. Die Schule organisiert Veranstaltungen, etwa den jährlichen Recherchetag oder den Digitaltag, und Konferenzen im Bereich Medienmanagement und Journalismusforschung. 2009 wurde das MAZ mit dem Schweizer Medien-Award ausgezeichnet.

## Aus- und Weiterbildung
Die Kernkompetenz bildet die Aus- und Weiterbildung von Medienschaffenden. Dies erfolgt in enger Zusammenarbeit mit Redaktionen sowie durch Kooperationen im In- und Ausland. Spezifisches Handwerk von Medienberufen wird berufsbegleitend und -vorbereitend vermittelt – von kurzen Einstiegsmodulen über Fachkurse und Zertifikatskurse (CAS) bis zum Diplom- und Masterstudium. Die Studierenden analysieren journalistische Rollen und Haltungen, erweitern ihre Kommunikationskompetenz und streifen auch benachbarte Arbeitsgebiete.
In der Abteilung Kommunikation befassen sich Kommunikations- und PR-Verantwortliche sowie Führungsleute aus Wirtschaft, Politik und Verwaltung mit professioneller Medienarbeit, mit Rhetorik und Moderation, mit Schreiben und Auftreten.

## Studiengänge Ausbildung
Abteilung Journalismus
- Diplomausbildung Journalismus
- Studiengang Fotografie
- Radio-Lehrgang
- VJ-Lehrgang

## Studiengänge Weiterbildung
Abteilung Journalismus
- CAS Datenjournalismus
- CAS Fotografie
- CAS Wissenschaftsjournalismus
- Leadership
- Redaktionsmanagement
- Medienmanagement

Abteilung Kommunikation
- CAS Brand Journalism & Corporate Storytelling
- CAS Media Relations
- CAS Rhetorik und Moderation
- CAS Visuelle Kommunikation

## Kooperationen
Das MAZ ist national und international vernetzt, Teil des Hochschulcampus Luzern, Mitglied der Europäischen Vereinigung namhafter Journalismusschulen EJTA (European Journalism Training Association), der Schweizerischen Gesellschaft für Kommunikations- und Medienwissenschaft sowie Kooperationspartner diverser Bildungsinstitutionen, darunter Hochschule Luzern, Hochschule für Wirtschaft Zürich, Europäisches Journalismus-Observatorium, Pädagogische Hochschule Luzern, Akademie für Publizistik Hamburg.

## Geschichte
Am 29. September 1983 wurde in Luzern die «Stiftung Medien-Ausbildungs-Zentrum» durch die Schweizerische Radio- und Fernsehgesellschaft (SRG SSR), den Schweizer Zeitungs-Verlegerverband (heute Verband Schweizer Medien) und den Verband Schweizer Journalisten (heute impressum) gegründet; erster Präsident war der Luzerner Altregierungsrat Carl Mugglin. Am 17. September 1984 begrüsste Peter Schulz, MAZ-Initiator und erster «Schulleiter», die ersten Journalisten in der Villa Krämerstein in Kastanienbaum LU (Gemeinde Horw, Kanton Luzern). 1990 wurde Alphons Egli neuer Stiftungsratspräsident.
Das MAZ trat 1992 der European Journalism Training Association EJTA bei.
- 1994 übernahm Andreas Iten das Präsidium der Stiftung MAZ.
- 1996 wurde Marco Meier MAZ-Direktor, 1998 folgte Sylvia Egli von Matt auf den Posten.
- 1999 war die Gründung von QuaJou, dem Verein Qualität im Journalismus, am MAZ.
- 2004 wurde Iwan Rickenbacher Stiftungsratspräsident des MAZ.
- Das MAZ zog ins Zentrum von Luzern, an die Murbacherstrasse 3, verabschiedete sich vom alten Claim («Medien-Ausbildungs-Zentrum»), behielt aber das eingeführte Kürzel und nannte sich nun «MAZ – Die Schweizer Journalistenschule». Aus «MAZpublic» wurde die Abteilung «Kommunikation und Rhetorik».
- 2009 wurde das MAZ mit dem Schweizer Medien-Award des Vereins Qualität im Journalismus ausgezeichnet.
- 2014 wurde Diego Yanez MAZ-Direktor.[2]
- 2016 wurde Res Strehle MAZ-Stiftungsratspräsident.
- 2020 wurde Martina Fehr MAZ-Direktorin.
- 2023 wurde Felix E. Müller MAZ-Stiftungsratspräsident.